# Кривошея Сергій Арсентійович
Кривоше́я Сергій Арсе́нтійович (нар.12 квітня 1948[джерело не вказане 1440 днів], Київ[джерело не вказане 1440 днів]  — † 27 березня[джерело не вказане 1440 днів] 2021, Київ[джерело не вказане 1440 днів]) — український математик-педагог, автор підручників і посібників з математичного аналізу та диференціальних рівнянь для студентів вищих навчальних закладів СРСР, України, РФ; лауреат Державної премії України в галузі освіти 2012 р.

## Біографія
Народився в м. Києві в родині Арсентія Сергійовича Кривошеї[джерело не вказане 1440 днів].
Середню освіту здобув у Київській спеціалізованій школі № 155.[джерело не вказане 1440 днів]
У 1966 р. вступив на механіко-математичний факультет Київського державного університету ім. Т. Г. Шевченка і в 1972 р. закінчив повний курс за спеціальністю «математика».
У червні 1978 р. присуджено науковий ступінь кандидата фізико-математичних наук (дисертація «Исследование многочастотных режимов колебаний в распределенных колебательных системах с помощью асимптотических методов нелинейной механики», науковий керівник — акад. Ю. О. Митропольський).
У 1976—1988 рр. працював у КВВАІУ асистентом (1976—1978  рр.), а з 1978 р. — доцентом.
У травні 1982 р. присвоєно вчене звання доцента (за кафедрою вищої математики КВВАІУ).
З лютого[джерело не вказане 1440 днів] 1988 р. працював на посаді доцента кафедри математики та теоретичної радіофізики факультету радіофізики, електроніки та комп'ютерних систем Київського національного університету імені Тараса Шевченка.
Лауреат премії імені Тараса Шевченка Київського національного університету імені Тараса Шевченка (2007 р.) за навчальний комплекс з диференціальних рівнянь, лауреат Державної премії України в галузі освіти (2012 р.), лауреат премії імені Д. О. Городецького (2015 р.) за навчальний посібник з математичного аналізу, рекомендований МОН України для студентів ВНЗ.
Багаторічний[джерело не вказане 1440 днів] член Методичної комісії факультету.

## Наукова діяльність
Наукові інтереси: асимптотичні методи нелінійної механіки, теорія нетерових крайових задач.
Основні наукові результати:
- розроблено схему методу усереднення для дослідження складних комбінаційних резонансів у розподілених коливних системах;
- одержано критерії розв'язності матричних алгебричних рівнянь типу Ляпунова і Ріккаті

та критерії існування періодичних розв'язків квазілінійних матричних диференціальних рівнянь (зокрема, рівння Ріккаті);
- розроблено теорію нетерових крайових задач для систем лінійних матричних інтегро-диференціальних рівнянь

з виродженим ядром;
- узагальнено формулу Абеля в теорії лінійних диференціальних рівнянь вищих порядків.

## Сім'я
Дружина — Кривошея Алла Назарівна (1952 р.).[джерело не вказане 1440 днів]
- Донька — Інесса Сергіївна.[джерело не вказане 1440 днів]
- Донька — Ганна Сергіївна.[джерело не вказане 1440 днів]
- Син — Арсен Сергійович.[джерело не вказане 1440 днів]

## Джерело
- Chair of Mathematics and Theoretical Radiophysics. Sergiy Kryvosheya [Архівовано 16 квітня 2021 у Wayback Machine.]